# Хронология мировых рекордов в беге на 200 метров (мужчины)
Рекорды в беге на 200 метров среди мужчин фиксируются ИААФ с 1951 года. До 1976 года фиксировались отдельные рекорды по прямой дорожке и дорожке с поворотом. Поскольку в 1970-х годах на всех значимых соревнованиях бег на 200 м проводился по дорожке с поворотом (половина круга вокруг стадиона — полукруг и стометровая финишная прямая), то рекорды по прямой дорожке перестали фиксироваться.
По данным на 21 июня 2011 года ИААФ зафиксировала 24 мировых рекорда в этой дисциплине.

## Ручной секундомер (1951—1976)
Условные обозначения:
y — результат показан на дистанции 220 ярдов (201,17 м);
+ — результат показан в ходе забега на более длинную дистанцию.
В случае, если результат зафиксирован электронным секундомером, в графе «Пр.» (примечания) указан результат по электронному секундомеру с точностью до 0.01 с, а в графе «Рез.» (результат) — либо результат, параллельно зафиксированный ручным секундомером, либо электронное время, соответствующим образом округлённое до 0,1 с. При округлении электронного результата до десятых от него отнималось небольшая величина (чаще всего 0,24 с), так как по статистике ручной секундомер при замере одного и того же промежутка времени даёт несколько лучший результат.
| 20,6y | Стэнфилд, Энди           | Andy Stanfield | США            | Филадельфия (США)              | 26.05.1951 |       |
| 20,6  | Стэнфилд, Энди           | Andy Stanfield | США            | Лос-Анджелес (США)             | 28.06.1952 |       |
| 20,6  | Бейкер, Тэйн             | Thane Baker    | США            | Бейкерсфилд (США)              | 23.06.1956 |       |
| 20,6  | Морроу, Бобби            | Bobby Morrow   | США            | Бейкерсфилд (США)              | 27.11.1956 | 20,75 |
| 20,6  | Гермар, Манфред          | Manfred Germar | ФРГ            | Вупперталь (ФРГ)               | 01.10.1958 |       |
| 20,6y | Нортон, Рей              | Ray Norton     | США            | Беркли (США)                   | 19.03.1960 |       |
| 20,6  | Нортон, Рей              | Ray Norton     | США            | Филадельфия (США)              | 30.04.1960 |       |
| 20,5y | Рэдфорд, Питер           | Peter Radford  | Великобритания | Вулвергемптон (Великобритания) | 28.05.1960 |       |
| 20,5  | Джонсон, Стоун           | Stone Johnson  | США            | Станфорд (США)                 | 02.07.1960 | 20,75 |
| 20,5  | Нортон, Рей              | Ray Norton     | США            | Станфорд (США)                 | 02.07.1960 |       |
| 20,5  | Беррути, Ливио           | Livio Berruti  | Италия         | Рим (Италия)                   | 03.09.1960 | 20,65 |
| 20,5  | Беррути, Ливио           | Livio Berruti  | Италия         | Рим (Италия)                   | 03.09.1960 | 20,62 |
| 20,5y | Дрэйтон, Пол             | Paul Drayton   | США            | Уолнат (США)                   | 23.06.1962 | 20,67 |
| 20,3y | Карр, Генри              | Henry Carr     | США            | Темпе (Аризона) (США)          | 23.03.1963 |       |
| 20,2y | Карр, Генри              | Henry Carr     | США            | Темпе (Аризона) (США)          | 04.04.1963 |       |
| 20,0y | Смит, Томми (легкоатлет) | Tommie Smith   | США            | Сакраменто (США)               | 11.06.1968 |       |
| 19,8  | Смит, Томми (легкоатлет) | Tommie Smith   | США            | Мехико (Мексика)               | 16.10.1968 | 19,83 |
| 19,8  | Куорри, Дон              | Donald Quarrie | Ямайка         | Кали (Колумбия)                | 03.08.1971 | 19,86 |
| 19,8+ | Куорри, Дон              | Donald Quarrie | Ямайка         | Юджин (США)                    | 07.06.1975 |       |

## Электронный секундомер (с 1976 года)
С 1975 года ИААФ утвердил автоматическую фиксацию результатов на всех дистанциях до 400 м включительно. С 1 января 1977 года на всех официальных соревнованиях по лёгкой атлетике требовалось электронное измерение результатов на этих дистанциях с точностью до сотых долей секунды.
Первым мировым рекордом, зафиксированным по новым правилам, стал результат 19,83, показанный Томми Смитом в финале Олимпиады 1968 года в Мехико.
Условные обозначения:
A — результат показан на высокогорном стадионе;
В случае, если для измерения результата использовался секундомер с точностью 0,001 c, результат до тысячных долей секунды показан в примечании.
| 19,83 | Смит, Томми (легкоатлет) | Tommie Smith    | США    | Мехико  | 16.10.1968 | A      |
| 19,72 | Меннеа, Пьетро           | Pietro Mennea   | Италия | Мехико  | 12.09.1979 | A      |
| 19,66 | Джонсон, Майкл           | Michael Johnson | США    | Атланта | 23.06.1996 |        |
| 19,32 | Джонсон, Майкл           | Michael Johnson | США    | Атланта | 01.08.1996 |        |
| 19,30 | Болт, Усэйн              | Usain Bolt      | Ямайка | Пекин   | 20.08.2008 | 19,296 |
| 19,19 | Болт, Усэйн              | Usain Bolt      | Ямайка | Берлин  | 20.08.2009 | 19,190 |